# 희성촉매
희성촉매 주식회사(영어: Heesung Catalyst LTD.)는 희성그룹 계열사로, 자동차 배기가스 정화 촉매, 환경 촉매, 화학 공정 촉매, 전극 촉매, 치과재료, 도금재료 등을 제조하는 국내 최대 촉매 전문 기업이다.

## 연혁
- 1982년 11월 미국 엥겔하드와 럭키금성그룹간의 합작투자계약 체결
- 1983년 4월 미국 엥겔하드와 럭키금성그룹이 합작하여 희성엥겔하드(주) 설립
- 1985년 12월 한국엥겔하드(주)로 상호변경
- 1992년 8월 부설연구소 설립
- 1996년 3월 희성그룹으로 계열분리, 희성엥겔하드(주)로 상호 변경
- 1997년 11월 경기도 시화 신공장 준공
- 2004년 9월 자회사 '희성PMTech' 설립
- 2005년 3월 CSF/DOC 생산라인 구축
- 2007년 7월 희성촉매(주)로 상호 변경
- 2010년 11월 신축 기술연구소 준공
- 2011년 7월 안산 화학 촉매 생산 공장, 당진으로 이전
- 2015년 1월 현대/기아자동차 올해의 협력사상 대상 수상
- 2016년 12월 53회 무역의 날 동탑산업훈장 수상
- 2017년 7월 GM 공급자 품질인증 : BIQS(Built in Quality Supply based) 인증 획득
- 2020년 12월 제 57회 무역의 날 8억불 수출의 탑 수상
- 2021년 4월 서울사무소 이전
- 2024년 10월 신공장 (첨단동) 준공, 화학촉매, 개질촉매, 전극촉매, 기후환경촉매 생산 실시

## 생산 제품
- 자동차 촉매
- 환경 촉매
- 화학 촉매
- 치과 재료
- 도금 재료
- 전극 촉매